# Saut en hauteur masculin aux championnats du monde d'athlétisme 2003
Navigation
Edmonton 2001 Helsinki 2005
L'épreuve du saut en hauteur masculin des championnats du monde d'athlétisme 2003 s'est déroulée les 23 et 25 août 2003 au Stade de France à Saint-Denis, en France. Elle est remportée par le Sud-Africain Jacques Freitag.

## Résultats

### Finale
| Rang               | Athlète                 | Pays           | Essais | Essais | Essais | Essais | Essais | Essais | Marque | Notes |
| Rang               | Athlète                 | Pays           | 2,15 m | 2,20 m | 2,25 m | 2,29 m | 2,32 m | 2,35 m | Marque | Notes |
| ------------------ | ----------------------- | -------------- | ------ | ------ | ------ | ------ | ------ | ------ | ------ | ----- |
| Médaille d'or      | Jacques Freitag         | Afrique du Sud | -      | o      | xo     | o      | o      | xo     | 2,35 m | SB    |
| Médaille d'argent  | Stefan Holm             | Suède          | -      | o      | o      | o      | xo     | xxx    | 2,32 m |       |
| Médaille de bronze | Mark Boswell            | Canada         | -      | -      | o      | -      | xxo    | xxx    | 2,32 m | SB    |
| 4                  | Mikhail Tsvetkov (en)   | Russie         | o      | o      | o      | o      | xxx    |        | 2,29 m |       |
| 5                  | Germaine Mason          | Jamaïque       | -      | xo     | xo     | o      | xxx    |        | 2,29 m |       |
| 6                  | Grzegorz Sposób         | Pologne        | xo     | xxo    | o      | o      | xxx    |        | 2,29 m |       |
| 7                  | Jamie Nieto             | États-Unis     | -      | o      | o      | xo     | xxx    |        | 2,29 m |       |
| 8                  | Andriy Sokolovskyy      | Ukraine        | o      | o      | xo     | xxo    | xxx    |        | 2,29 m |       |
| 9                  | Yaroslav Rybakov        | Russie         | -      | o      | o      | xxx    |        |        | 2,25 m |       |
| 10                 | Aleksander Waleriańczyk | Pologne        | xo     | xo     | o      | xxx    |        |        | 2,25 m |       |
| 11                 | Jaroslav Bába           | Tchéquie       | o      | o      | xxo    | xxx    |        |        | 2,25 m |       |
| 12                 | Matt Hemingway          | États-Unis     | -      | xo     | xxo    | xxx    |        |        | 2,25 m |       |
| 13                 | Roman Fricke (de)       | Allemagne      | xo     | o      | xxx    |        |        |        | 2,20 m |       |

### Qualification
Qualification : 2,29 m (Q) ou les 12 meilleures performances(q)
| Rang | Groupe | Athlète                 | Pays           | 2.15 | 2.20 | 2.25 | 2.27 | 2.29 | Marque | Notes |
| ---- | ------ | ----------------------- | -------------- | ---- | ---- | ---- | ---- | ---- | ------ | ----- |
| 1    | A      | Mikhail Tsvetkov        | Russie         | o    | o    | o    | o    | o    | 2.29   | Q     |
| 2    | A      | Stefan Holm             | Suède          | –    | o    | xo   | o    | o    | 2.29   | Q     |
| 2    | B      | Andriy Sokolovskyy      | Ukraine        | o    | o    | o    | xo   | o    | 2.29   | Q     |
| 4    | B      | Jaroslav Bába           | Tchéquie       | o    | xo   | xo   | xo   | o    | 2.29   | Q     |
| 5    | A      | Jamie Nieto             | États-Unis     | –    | o    | o    | o    | xo   | 2.29   | Q     |
| 5    | B      | Jacques Freitag         | Afrique du Sud | –    | o    | o    | o    | xo   | 2.29   | Q     |
| 7    | B      | Germaine Mason          | Jamaïque       | –    | o    | xo   | xo   | xo   | 2.29   | Q     |
| 8    | B      | Grzegorz Sposób         | Pologne        | o    | xo   | xo   | xo   | xxo  | 2.29   | Q     |
| 9    | A      | Mark Boswell            | Canada         | –    | o    | o    | o    | xxx  | 2.27   | q     |
| 10   | A      | Yaroslav Rybakov        | Russie         | –    | o    | xo   | o    | xxx  | 2.27   | q     |
| 10   | B      | Roman Fricke            | Allemagne      | xo   | o    | o    | o    | xxx  | 2.27   | q, PB |
| 12   | A      | Aleksander Waleriańczyk | Pologne        | o    | o    | o    | xxo  | xxx  | 2.27   | q     |
| 12   | B      | Matt Hemingway          | États-Unis     | o    | o    | o    | xxo  | xxx  | 2.27   | q     |
| 14   | A      | Hennazdy Maroz          | Biélorussie    | o    | o    | xo   | xxo  | xxx  | 2.27   |       |
| 15   | B      | Andrei Chubsa           | Biélorussie    | o    | xxo  | xxo  | xxo  | xxx  | 2.27   |       |
| 16   | A      | Tomáš Janků             | Tchéquie       | o    | o    | o    | xxx  |      | 2.25   |       |
| 16   | B      | Martin Stauffer         | Suisse         | o    | o    | o    | xxx  |      | 2.25   |       |
| 16   | B      | Aleksey Lesnichiy       | Biélorussie    | o    | o    | o    | xxx  |      | 2.25   |       |
| 19   | B      | Alessandro Talotti      | Italie         | o    | xo   | o    | xxx  |      | 2.25   |       |
| 20   | A      | Andrea Bettinelli       | Italie         | –    | xxo  | o    | xxx  |      | 2.25   |       |
| 21   | A      | Stefan Vasilache        | Roumanie       | o    | o    | xxo  | xxx  |      | 2.25   |       |
| 22   | A      | Michał Bieniek          | Pologne        | o    | o    | xxx  |      |      | 2.20   |       |
| 22   | A      | Fabrício Romero         | Brésil         | o    | o    | xxx  |      |      | 2.20   |       |
| 22   | A      | Staffan Strand          | Suède          | –    | o    | xxx  |      |      | 2.20   |       |
| 22   | B      | Abderrahmane Hammad     | Algérie        | o    | o    | xxx  |      |      | 2.20   |       |
| 22   | B      | Pyotr Brayko            | Russie         | o    | o    | xxx  |      |      | 2.20   |       |
| 27   | A      | Oskari Frösén           | Finlande       | xo   | o    | xxx  |      |      | 2.20   |       |
| 27   | B      | Wilbert Pennings        | Pays-Bas       | xo   | o    | xxx  |      |      | 2.20   |       |
| 29   | A      | Rožle Prezelj           | Slovénie       | o    | xo   | xxx  |      |      | 2.20   |       |
| 29   | B      | Nicola Ciotti           | Italie         | o    | xo   | xxx  |      |      | 2.20   |       |
| 31   | B      | Tora Harris             | États-Unis     | o    | xxo  | xxx  |      |      | 2.20   |       |
|      | A      | Alfredo Deza            | Pérou          | xxx  |      |      |      |      | NM     |       |

## Légende
Records et Performances
- AR : Record continental (area record)
- CR : Record des championnats (championship record)
- MR : Record du meeting (meet record)
- NR : Record national (national record)
- OR : Record olympique (olympic record)
- PR : Record paralympique (paralympic record)
- PB : Record personnel (personal best)
- SB : Meilleure performance personnelle de la saison (season's best)
- WL : Meilleure performance mondiale de l'année (world leader)
- WJR : Record du monde junior (world junior record)
- WR : Record du monde (world record)

Circonstances et Conditions
- DNF : N'a pas terminé (did not finish)
- DNS : N'a pas pris le départ (did not start)
- DQ : Disqualification (disqualification)
- NM : Aucun essai valable enregistré (No Mark)
- Q : Qualifié « directement » au prochain tour (ou à la prochaine compétition), lors d'une compétition majeure, grâce au classement ou à la réalisation des minima (automatic qualifier)
- q : Qualifié au prochain tour (ou à la prochaine compétition), lors d'une compétition majeure, grâce au repêchage ou à la réalisation de l'une des meilleures performances parmi celles des « non qualifiés directement » (grâce au meilleur temps ou à la meilleure distance par exemple) (secondary qualifier)